# يوجين بلير
يوجين بلير (بالإنجليزية: Eugene Blair)‏ هو عسكري أمريكي، ولد في 26 أبريل 1908 في فرجينيا في الولايات المتحدة، وتوفي في 19 فبراير 1942 في داروين في أستراليا.